# 슬라프초 게오르기에프스키
슬라프초 게오르기에프스키(마케도니아어: Славчо Георгиевски, 1980년 3월 30일~)는 북마케도니아의 전 축구 선수이자 현 축구 지도자로 현역 시절 미드필더로 활동했으며 현재 FK 스코페의 감독직을 수행하고 있다.

## 선수 시절

### 클럽
1999년 FK 바르다르에서 프로 선수 활동을 시작한 뒤 1999-2000 시즌 공식전 21경기 2골을 기록했고 그 후 2000-01 시즌에는 마케도니야 조르체페트로프 소속으로 리그 22경기 6골을 기록했다.
그 후 2001-02 시즌을 앞두고 바르다르로 복귀하여 2003-04 시즌까지 공식전 82경기 8골을 기록하며 2001-02 시즌 리그 3위와 리그 2연패(2002-03, 2003-04) 및 2003-04년 UEFA 챔피언스리그 3라운드 진출에 공헌하는 등 바르다르의 핵심 수비수로 활약했다.
그 후 2004년부터 2008년까지 루마니아 리가 I의 CFR 클루지, 자국 리그의 슬로가 유고마그나트, 체멘타르니차 55, 불가리아 파르바리가의 비흐렌 산단스키와 슬라비아 소피아, 중국 슈퍼리그의 저장 FC 등을 거쳤고 2009년 대한민국 K리그1의 명문 울산 HD(당시 울산 현대)로 이적하여 FC 서울과의 2009년 K리그 7라운드 홈 경기에서 K리그1 데뷔골을 신고하는 등 리그 25경기 2골을 기록했다.
그 뒤 2010년부터 2015년 은퇴할 때까지 키프로스 1부 리그의 에트니코스 아크나스, 아제르바이잔 프리미어리그의 네프치 PFK와 샤마흐 FK 등에서 활동했고 특히 네프치 PFK 소속으로 2010-11 시즌부터 2시즌동안 공식전 71경기 5골을 기록하며 리그 2연패(2010-11, 2011-12), 2011-12 시즌 아제르바이잔컵 준우승 등에 기여했으며 2012-13 시즌부터 2014-15 시즌까지 샤마흐 FK 소속으로 공식전 69경기 4골을 기록하면서 2012-13 시즌 리그 3위, 2013-14 시즌과 2014-15 시즌 리그 준우승 등에 기여했다.

### 국가대표팀
2003년 북마케도니아 대표팀에 처음으로 합류한 이후 같은 해 9월 10일 슬로바키아와의 UEFA 유로 2004 예선 7조 최종전 원정 경기에서 국제 A매치 데뷔전을 치렀고 2011년 8월에 열린 자신의 22번째이자 마지막 A매치 경기인 아제르바이잔과의 친선 경기를 끝으로 국가대표팀 유니폼을 반납했다.

## 은퇴 이후

### 지도자 경력
선수 은퇴 후 6년이 지난 2021년 자국 2부 리그의 FK 테텍스의 감독으로 지도자 커리어를 시작했고 2021-22 시즌 이후 FK 스코페의 감독으로 자리를 옮겼다.

## 수상

### 클럽 (선수)
FK 바르다르
- 프르바 리가 : 우승 (2002-03, 2003-04), 3위 (2001-02)

 네프치 PFK
- 아제르바이잔 프리미어리그 : 우승 (2010-11, 2011-12)
- 아제르바이잔컵 : 준우승 (2011-12)

 샤마흐 FK
- 아제르바이잔 프리미어리그 : 준우승 (2013-14, 2014-15), 3위 (2012-13)